# 奧萊尼夫卡 (切爾尼戈夫州)

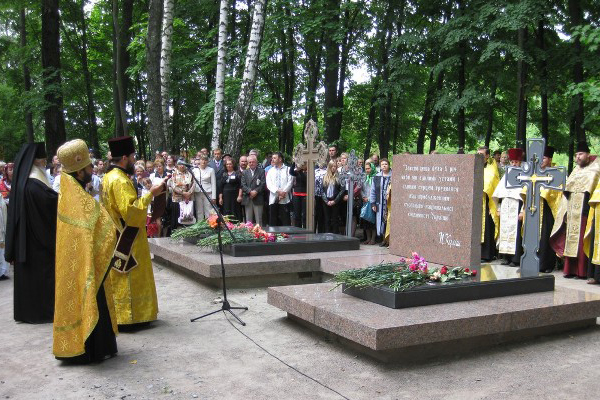

奧萊尼夫卡（羅馬化：Olenivka）是位於烏克蘭北部切爾尼希夫州尼任區博爾茲納市鎮的村莊，面積5平方公里，海拔高度115米，2006年人口1,409，人口密度每平方公里247人。
51°15′4″N 32°17′50″E / 51.25111°N 32.29722°E